# Kryštof a Kosmas
Kryštof a Kosmas byli dva Japonci, známí pouze pod jejich křesťanskými jmény, kteří se roku 1587 vydali na španělské galeoně z Japonska napříč Pacifikem. Později byli nuceni doprovázet anglického mořeplavce Thomase Cavendishe do Anglie, Brazílie a jižního Atlantiku, kde se v roce 1592 spolu s Cavendishovou lodi ztratili.  

## Tichý oceán

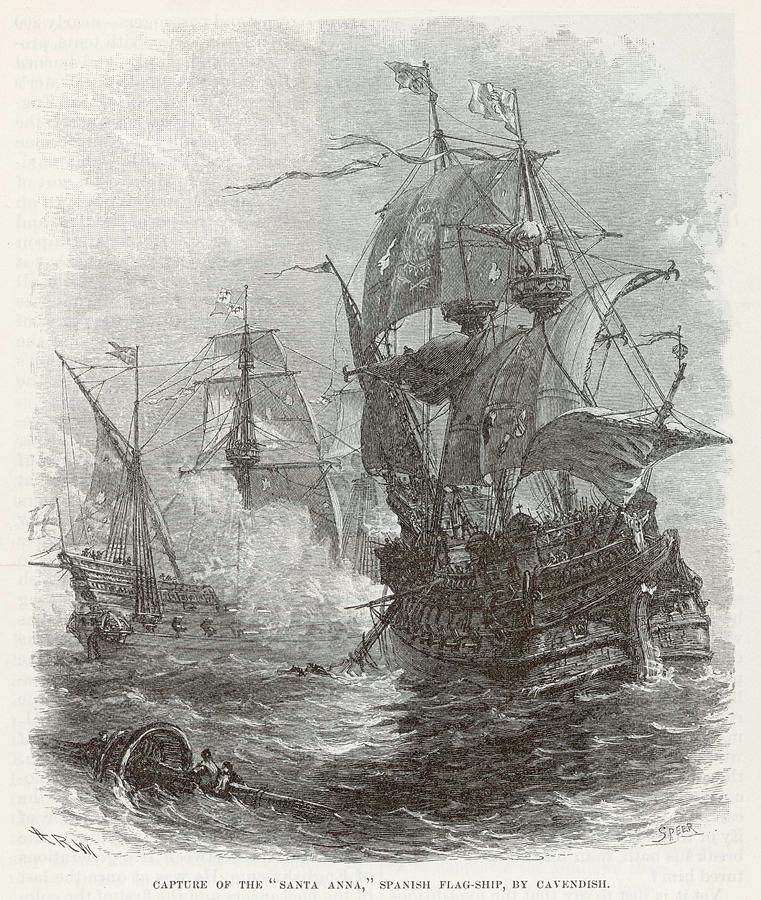
Thomas Cavendish zajímá španělskou loď "Santa Anna", 14. listopadu 1587

Poprvé se o Krištofovi a Kosmovi zmiňuje lodivod Francis Pretty ve zprávě Richarda Hakluyta o Cavendishových cestách. 4. listopadu 1587 tehdy Cavendish se dvěma loděmi Desire (120 tun) a Content (60 tun) zajal španělskou loď. Jednalo se o tzv. manilskou galeonu Santa Ana a Cavendish ji zajal u pobřeží Baja California (v zátoce Bernabe, asi 20 mil východně od Cabo San Lucas). Cavendish vysadil její posádku na břehu, bohatý náklad zabavil a loď spálil. Pro své další plavby se ale rozhodl ponechat si několik členů její posádky a vybral si i dva mladé Japonce:
| „ | Následujícího dne, 6. listopadu, jsme vjeli do přístavu, který Španělé nazývají Puerto Seguro. Zde byla celá společnost Španělů v počtu 190 osob vysazena na břeh... Před odjezdem však z této velké lodi vyvedl dva mladé chlapce narozené v Japonsku, kteří uměli psát i číst ve svém jazyce. | “ |

Staršímu z oněch dvou bylo asi 20 let a říkalo se mu Christopher. Tedy tak je uváděn v anglických pramenech, ale jeho původní (křesťanské) jméno bylo spíše španělského původu, tedy Cristóbal nebo Cristóvão. Mladšímu se říkalo Kosmas, původně tedy Cosme nebo Gusmão a bylo mu 16 let. Oba prý byli velmi schopní námořníci. Ke katolictví konvertovali už v Japonsku, kde se od 40. let 15. století prosazovaly portugalské a španělské misie. Pravděpodobně do jisté míry ovládali portugalštinu nebo kastilštinu. Podle Tordesillaské smlouvy a smlouvy ze Zaragozy mohly v Asii obchodovat a zakládat misie pouze portugalské lodě. Posádky lodí tvořili Portugalci a Španělé, protože obě království byla v té době v dynastické unii.
Mezi španělskou posádkou, kterou Cavendish vysadil na břeh, byl i objevitel Sebastián Vizcaíno, který později sehrál zásadní roli v rozvoji vztahů mezi Novým Španělskem a Japonskem.

## Indický oceán, Atlantik a cesta do Anglie
Cavendish pokračoval přes Tichý a Indický oceán zpět do Anglie. Oba Japonci ho po celou dobu doprovázeli a pravděpodobně zůstali v Anglii asi tři roky, protože jsou následně zmiňováni během další Cavendishovy mise do jižního Atlantiku, konkrétně ve spisech Samuela Purchase. 

## Brazílie a jižní Atlantik
Cavendish skutečně v srpnu 1591 odjel z Plymouthu do Brazílie a na této cestě nakonec také přišel o život. Samuel Purchas popisuje roli, kterou oba Japonci sehráli při oběšení jistého Portugalce, který je na lodi doprovázel:
| „ | Dva Japonci, které Cavendish přivezl ze své první plavby, zosnovali plán, jak zabít chudého Portugalce (ze žárlivosti ho udali admirálovi). Portugalec jim, jakožto katolíkům a do jisté míry také portugalsky či španělsky mluvícími, unesenými anglickými piráty, mylně důvěřoval. Když admirál seděl u večeře, oba dva Japonci přišli do jeho kajuty. Hlasitě, aby je všichni slyšeli, mu vysvětlili, že Portugalec, který se s nimi plaví, je zrádce, který jim opakovaně navrhoval útěk do Brazílie. A že jim řekl, že pokud Bůh dovolí admirálovu touhu dobýt město Santos, navede je k jižním mořím, kde mohou výměnou za informace získat značnou odměnu. Na základě tohoto udání byl nebohý Portugalec oběšen. | “ |

Kryštov se dále objevuje v Knivetových denících:
| „                | Od našeho odjezdu z Anglie až po příjezd do Santosu jsem se velmi přátelil s Japoncem Kryštofem. To proto, že měl tak zajímavou osud. S tímto Indem (sic!) jsme se vzájemně velmi sblížili, takže jsme před sebou nic neskrývali. Důvěřoval jsme mu již dlouho, proto jsem mu řekl o zlatě, které jsem našel pod postelí jednoho mnicha (během útoku na Santos). On mi také vyprávěl o zlatě, které našel. Rozhodli jsme se, že si peníze z Boží milosti rozdělíme. Po čtyřech dnech, když nastal čas odplout, mi řekl, že není vhodná doba k plavbě a že bychom měli naše peníze schovat na břehu a nechat je tam. Přesvědčil mě a souhlasil jsem s tím, co doporučoval. Tajně jsme se rozhodli, že v den, kdy jsme měli odjet, odjede v kánoi i se zlatem a schová je na břehu. Toho rána jsem mu dal všechny své peníze a on slíbil, že se do dvou hodin vrátí. Čekal jsem pět hodin a už jsem myslel, že budu muset čekat celý život. Nakonec se ukázalo, že se místo ke mně mezitím vrátil přímo na loď. Nakonec to dobře dopadlo, peníze jsem dostal zpět, ale naše přátelství toho dne skončilo. | “ |
| — Anthony Knivet | |   |

Z výše uvedeného není jasné, jestli se Kryštof skutečně pokusil Knivetovo zlato ukrást, nebo zda šlo o nedorozumění. 
Od této chvíle nejsou o Kryštofovi a Kosmovi už žádné zmínky. Cavendishe a jeho loď Lester potkala v Magellanově průlivu katastrofa. Při návratu do Brazílie se utkali s Portugalci, přičemž většina jeho mužů zahynula. Cavendish ještě dokázal doplout přes oceán na Svatou Helenu, ale tam se stopy jeho lodi ztrácí. Během této doby pravděpodobně zahynuli i Kryštof a Kosmas.
Tím, že se Kryštof a Kosmas dostali až k Magellanově úžině, byli nevědomky jen blízko dokončení první japonské plavby kolem světa. To se nicméně podařilo až v roce 1837 Otokičimu (nechtěně). 

## Ostatní japonští cestovatelé
Kryštof a Kosmas představují jednu z prvních zmínek o cestách Japonců přes Tichý oceán. Ilustrují účast japonských námořníků na trans-pacifickém obchodu manilských galeon a také ochotu soudobých lodí brát na palubu námořníky různých národností. 
V dalším století následovaly další četné plavby. V letech 1598 až 1640 se v Tichomoří obchodně plaví lodě s červenými pečetěmi a do Ameriky přijíždějí japonští vyslanci. Ti cestují už na japonských lodích západního typu, konkrétně Šósuke Tanaka (1610) a Cunenaga Hasekura (1614). 
Dalšími Japonci, kteří dorazili do Anglie (1835), byla pravděpodobně až trojice Iwakiči, Kyukiči a Otokiči, která v roce 1834 přeplula Tichý oceán poté, co je od břehů Japonska zahnal tajfun. 
Japonci si po prvních kontaktech se Západem roku 1543 rychle osvojili dovednosti zaoceánských plaveb a stavby lodí. Po uzavření země (sakoku) v roce 1640 ji ale opět ztratili.